# Herbert Walkowski
Herbert Walkowski (* 13. März 1920 in Fraustadt; † unbekannt) war ein deutscher Politiker und Funktionär der DDR-Blockpartei National-Demokratische Partei Deutschlands (NDPD). 
Er trat der nach dem Zweiten Weltkrieg in der Sowjetischen Besatzungszone neugegründeten NDPD bei. Von 1969 bis 1971 war er Mitglied der NDPD-Fraktion in der Volkskammer der DDR. Er rückte am 24. September 1969 für den Abgeordneten Rühle in die Volkskammer nach.